# Krzysztof I (margrabia Badenii)
Krzysztof I (ur. 13 listopada 1453 w Baden-Baden, zm. 19 marca 1527 w Schloss Hohenbaden) – margrabia Badenii z dynastii Zähringen.
Syn margrabiego Badenii Karola I i Katarzyny austriackiej, córki arcyksięcia Ernesta Żelaznego z dynastii Habsburgów i Cymbarki mazowieckiej. Po śmierci ojca w 1475 został margrabią Badenii. W 1468 poślubił Ottylię von Katzenelnbogen (zm. 1517). W 1515 podzielił swój kraj pomiędzy synów i zrezygnował z władzy. Zmarł w zamku Hohenbaden w 1527. Po jego śmierci nastąpił podział terytorialny Badenii.
Z małżeństwa Krzysztofa I pochodziły m.in. dzieci:
- Jakub II – arcybiskup Trewiru
- Bernard III – margrabia Badenii-Baden
- Filip I – margrabia Badenii-Sponheim
- Ernest – margrabia Badenii-Durlach
- Beatrycze